# Iglesia de San Andrés (Cuéllar)
La iglesia de San Andrés de Cuéllar es un templo católico localizado en la villa de Cuéllar, provincia de Segovia, en la comunidad autónoma de Castilla y León, España. Situado extramuros de la villa y en el barrio al que da nombre, durante la Edad Media fue cabecera de un pequeño arrabal que con el paso del tiempo se fusionó a la villa.
Datada en el siglo XIII aunque de construcción anterior, fue levantada en mampostería de piedra y ladrillo, sobre una edificación de sillería anterior perteneciente al románico, del que conserva un zócalo en su fachada principal, así como la portada de la misma fachada y de la Puerta de San Andrés. Pese a las diversas modificaciones sufridas en el tiempo, actualmente conserva su traza original, reafirmada con una completa restauración llevada a cabo durante 1989-1994, después de haber sido declarada Bien de Interés Cultural en 1982.
Se trata, sin ninguna duda, del mejor ejemplo del mudéjar cuellarano y, a juicio del arquitecto e historiador Vicente Lampérez y Romea, posee la mejor planta de iglesia de este estilo. Consta de una amplia nave central y dos de menor envergadura, contemplando un triple ábside decorado con series de arquerías ciegas de medio punto, ventanas con recuadro y frisos de esquinillas.
En su interior destacan diversos frescos mudéjares, una puerta de cantería de inspiración musulmana y una amplia colección de escultura, entre la que se encuentran las imágenes del Cristo de San Gil, la Virgen de la Rochela y un Calvario de estilo bizantino.
Ha sido a lo largo de su historia una de las parroquias más importantes de la villa, y por ello a finales del siglo XVIII las parroquias de San Martín y San Gil se fusionaron a esta, convirtiéndose en una sola parroquia. En la actualidad recibe culto semanalmente y es uno de los puntos principales de la Semana Santa en Cuéllar.

## Descripción

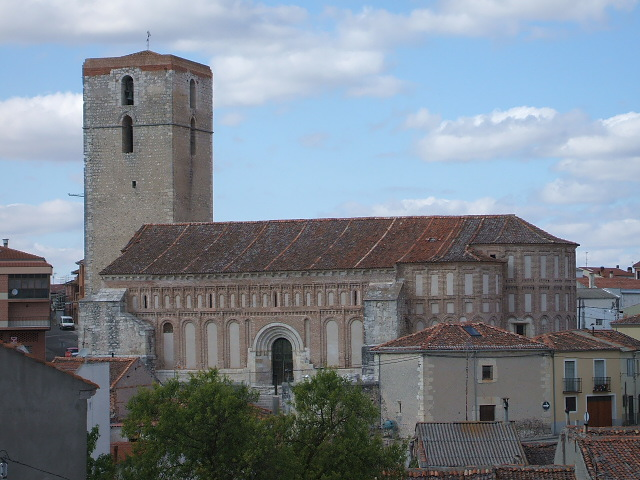
Vista del templo desde la Plaza de San Gil.

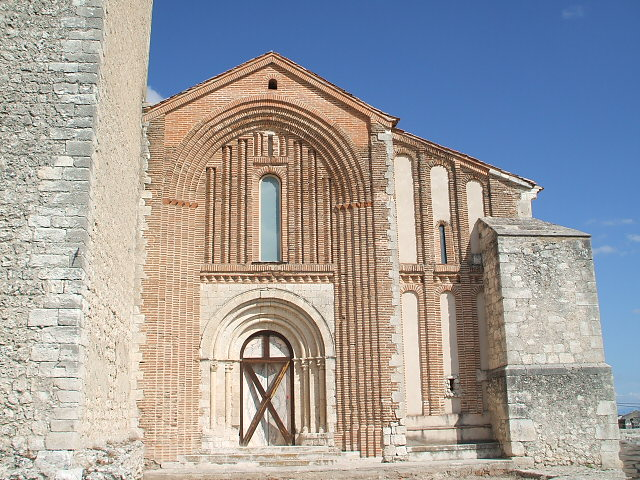
Puerta de San Andrés.

### Estructura exterior
- Edificio

Su portada principal, situada en el Oeste, es una verdadera filigrana del arte mudéjar. Es sin ninguna duda el mejor ejemplo mudéjar de Cuéllar, y está levantada sobre una anterior, de estilo románico. Se levantan desde el suelo cinco filas de ladrillos en saledizo, con sus respectivas roscas muy peraltadas. A ambos lados, arquerías ciegas de medio punto que llegan hasta el alero completan el conjunto, todo ello sobre una portada románica que conserva sus respectivas columnas y capiteles historiados, datados a principios del siglo XIII.
En la cabecera, tres ábsides prolongados de ladrillo, de mayor amplitud y más saliente el principal, que ofrece en su mitad dos arquerías ciegas de medio punto dobladas; y en la superior, dos órdenes de ventanas con recuadro, separadas por sencillos frisos de esquinillas que se interrumpen en los paños salientes. Los ábsides laterales reducen sus ventanas en beneficio de la arquería superior y suprime los dientes de sierra con motivo de la menor altura total.
En la fachada sur se encuentra una portada de piedra con cinco arquivoltas con molduras de toro. Tiene una cornisa de piedra con canecillos, y toda la parte superior está decorada con arcos ciegos y frisos de esquinillas.
La primitiva torre estaba ubicada al lado opuesto que la actual, y se conserva rebajada a la altura del tejado, ocupando la sacristía de la iglesia. La actual, situada en el lado noroeste, es una torre sobria, construida en mampostería y sillería, con las esquinas elaboradas a soga y tizón.
- Recinto

Mediante un muro de contención se recoge el entorno de San Andrés, que guardaba bajo su empedrado medieval el cementerio de su parroquia. Frente a la puerta principal del templo, se localiza una cruz de piedra del siglo XV, rematada en la base con una calavera. Contigua a la iglesia se edificó en 1797 una panera para almacén de los diezmos de la parroquia. Actualmente puede verse encima de la puerta la siguiente inscripción latina:

sub imperio domini nostri caroli iv hancine sancto andreae apostolo dicatam pareciam d. antonio a saez regente haec decumatum cela ad ea condena est extructa anno domini 1797.

### Estructura interior

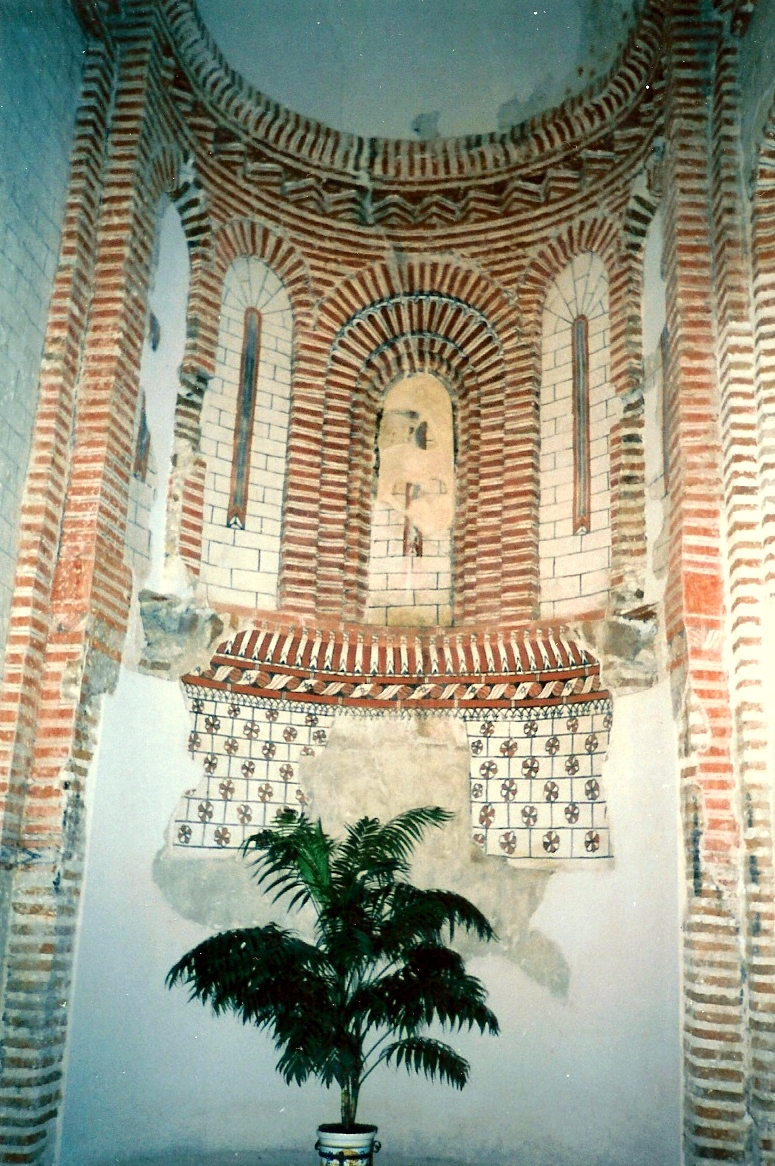
Frescos mudéjares del interior.

Consta de tres naves y cuatro tramos; uno de ellos hace las veces de crucero sin que se resalte al exterior y es ligeramente más ancho que los demás.
- Artesonado mudéjar

Afortunadamente todavía se conserva oculto el artesonado mudéjar original, en forma de artesa, de la nave central. Cruzan la nave 16 vigas dobles y dos sencillas. Todas ellas tienen su correspondiente medallón labrado, con dibujos de volutas. Sólo en algunas de las tablas que cubren los vanos, se perciben detalles de mudejarismo. Sobre el artesonado mudéjar se construyó una bóveda barroca, que actualmente se encuentra oculta bajo otra, una bóveda de cañón corrido, de yesería del siglo XIX, tal y como recuerda una inscripción localizada en el arco de la nave central, donde se lee «Hízose esta obra siendo cura D. Isidoro Ibáñez Alonso, por Clemente Mesón. Año 1818».
- Decoración pictórica

Conserva aún frescos de obra mudéjar en los ábsides laterales, y quizá también en el principal, oculto tras el retablo mayor. Presentan una decoración geométrica, así como también simulan los ladrillos y ventanas del ábside, en tonalidades blancas, rojas, negras y azules. Fueron restaurados a finales del siglo XX y están perfectamente consolidados.

## Retablos
- Retablo del altar mayor

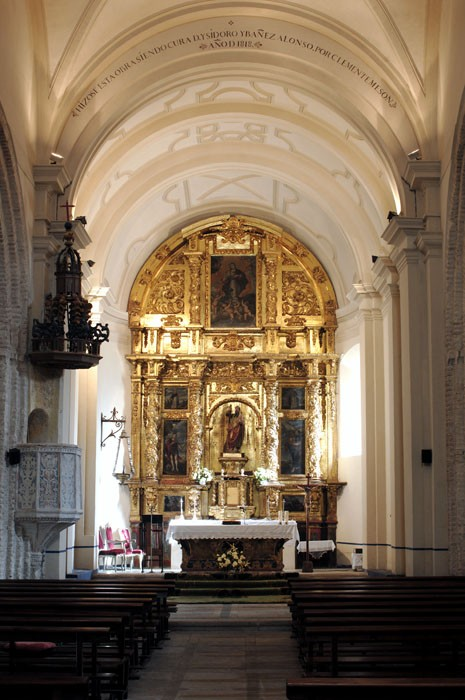
Nave central y retablo del altar mayor de la iglesia.

Por un inventario del año 1668 sabemos que aún se conservaba el retablo mayor de pincel; en cambio en 1716 figura ya el retablo actual. Se construyó a finales del siglo XVII. El 28 de abril de 1698, Sebastián de la Puerta, Juan Miren Fernández y Pedro Capuchín, maestros doradores de Valladolid, se comprometieron a dorar el nuevo retablo.
Es de estilo barroco, de talla, con columnas salomónicas y todo él sobredorado. Está dedicado a San Andrés, cuya efigie ocupa el centro del mismo. Alrededor se distribuyen siete lienzos, en los que se ve representados, de izquierda a derecha, a San José, San Juan Evangelista, Santo Domingo de Guzmán, Santa Catalina, San Pedro y Santa Teresa de Jesús. Coronando el conjunto, la Inmaculada Concepción.
- Retablos colaterales

A ambos lados de la nave central pueden verse dos retablos barrocos que cobijan tallas con interés artístico, algunas procedentes de la iglesia de San Martín, que llegaron a esta a finales del siglo XVIII cuando se anexionaron las parroquias.

## Capillas

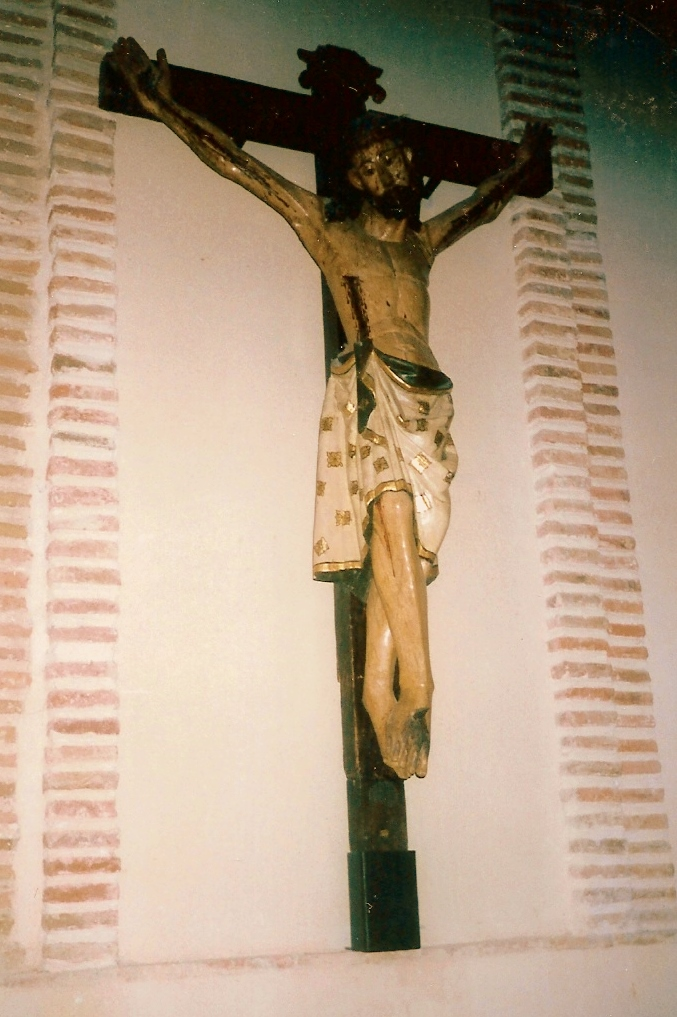
Cristo de San Gil.

- Capilla de la Virgen de las Candelas.

Ubicada en la nave derecha, posee un retablo que también pertenece al barroco. Está dedicado a Nuestra Señora, y alberga la imagen de la Virgen de las Candelas. Se trata de una imagen románica, de madera, en actitud sedente y de rostro sereno, cubierta de un manto dorado y decorado en color azul, siendo su policromía original. Las manos en actitud de sujetar entre ellas a un niño que ha desaparecido. Se cree que es copia de otra que existía en el Monasterio de Santa María de la Armedilla, y que mandaron hacer los duques de Alburquerque para su comodidad, ya que al trasladar la primitiva a la nave principal de dicho monasterio (en 1552), se privaban de verla directamente desde su aposento. Para la Fiesta de las Candelas se viste la imagen con ropajes del siglo XIX, un manto y toquilla de la misma época, y un rostrillo en la cara. En la parte superior del altar se contempla un lienzo de la Anunciación, y en la base del mismo está colocada la imagen de San Juan Evangelista.
- Capilla del Cristo de San Gil.

Alberga la imagen de un Cristo románico del siglo XIV, que presidía la antigua iglesia de San Gil, que le otorga el nombre, y al que los cuellaranos profesan una gran devoción. Según puede leerse en una placa, el obispo de Segovia Fernando de Guzmán y Portocarrero concedió en 1690 cuarenta días de indulgencia a todas las personas que visitaran al Cristo o que dieran una limosna para aceite o cera. Es una de las imágenes que participan en la Semana Santa cuellarana.

## Órgano barroco
El órgano de la iglesia está situado en la parte trasera de la iglesia, junto al coro. Está perfectamente documentado; fue construido en 1843 por Julián Azura García, maestro organero presente en las provincias de Segovia y Burgos. Se trata de una pieza de estilo barroco, y dispone de una inscripción manuscrita en el arca del viento, que reza «Se hizo este órgano por Julián Azuara. Siendo cura don Isidoro Ibáñez Alonso. Año de 1843».
Fue intervenido de manera importante en el año 1919 por Mariano Velázquez, organero de Arévalo, que cambió el sistema de aire de la pieza. A finales del siglo XX fue desmontado durante la restauración del templo, y no se volvió a colocar en su lugar. Permaneció desmontado hasta el año 2012, cuando fue colocado junto al coro tras haber sido completamente restaurado un año antes por el jesuita Fermín Trueba. Con motivo de la intervención, fue inaugurado con un concierto de órgano el mismo año.
En origen estuvo ubicado sobre el coro, en una plataforma volada que fue eliminada en la última restauración del edificio para dejar visible un arco mudéjar. Tras la restauración de la pieza musical, fue situado junto al coro, por ser imposible volver a colocarlo en su lugar originario.

## Sacristía
La cajonería de nogal, de principios del siglo XVIII, fue obra de Eusebio Baños, ensamblador del obispo de Segovia, que cobró 4800 reales por ella. Sobre ella se localiza una imagen de San José y dos tallas del Niño Jesús. Corona la cajonería un Cristo de madera de tamaño regular. Además, podemos encontrar, entre otras piezas, un aguamanil arquitectónico, datado en 1779, pero imitando el renacimiento, con su llave de bronce, obra de Frutos Fraile, maestro local de cantería; una cruz parroquial de plata labrada, un incensario y copón de plata, una naveta del mismo metal con su cucharilla para el incensario, obra del platero vallisoletano Sebastián Francisco de Miranda, las varas labradas en plata de la cofradía de San Cristóbal de la Encina y diversa ropa litúrgica de los siglos XVII al XX.

## Museo

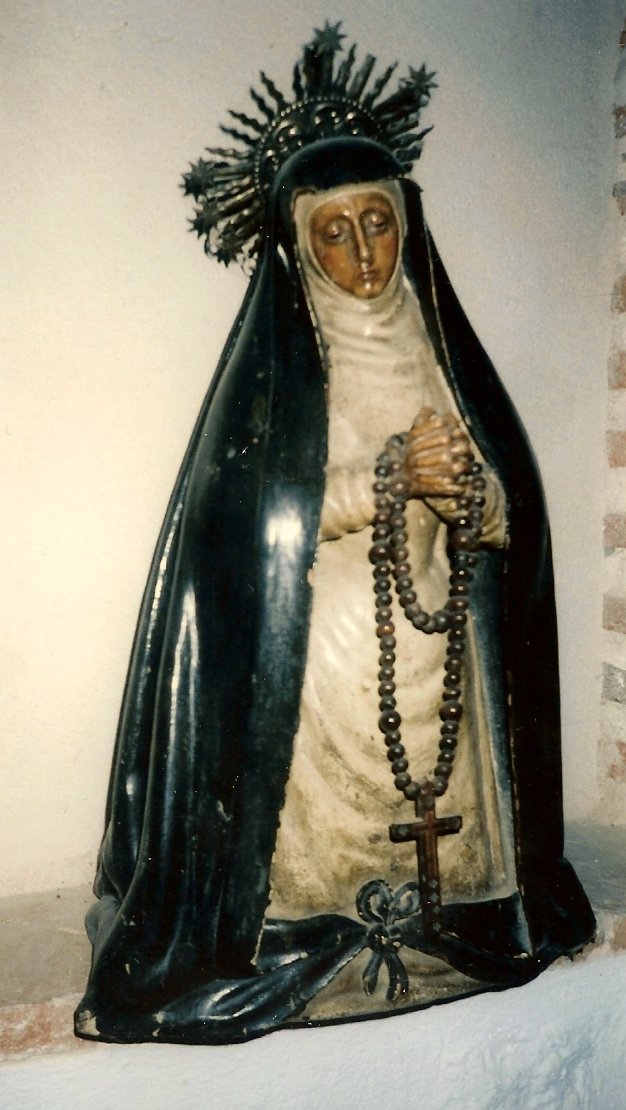
Virgen Dolorosa.

Frente a la puerta principal, y al lado izquierdo de la sacristía, nos encontramos con un arco lobulado de piedra que inmediatamente nos recuerda a la Mezquita de Córdoba, de clara influencia musulmana. No pertenece al conjunto, y teniendo en cuenta que las milicias concejiles de Cuéllar participaron activamente en la reconquista de Andalucía, es posible que llegase a la villa como botín de guerra.
Tras ella se localiza una sala, en su origen granero donde se guardaba el trigo de la iglesia, y posteriormente almacén. Tras la restauración de la iglesia, se acondicionó para ubicar las piezas que estaban almacenadas, con el fin de ponerlas en valor. Componen la colección 20 tallas y otros enseres, como un retablo neoclásico sin dorar ni pintar, una vitrina de madera del siglo XIX, un confesionario y diversas andas. Destaca entre las imágenes una Dolorosa orante, arrodillada y tocada con un manto que se pliega en la parte baja y se recoge por delante en forma de lazo. Lleva entre sus manos un rosario de madera con incrustaciones de nácar; también es interesante una talla de San Roque.

## Otras obras de arte

### Virgen de la Rochela
De estilo gótico tardío y de gran mérito artístico, su cabello rubio y sus ojos azules la convierten en única en la comarca. Su manto ribeteado en oro todavía conserva la policromía original. Tiene origen francés, posiblemente de la ciudad de La Rochelle, y procede del antiguo convento de San Basilio, donde tenía un altar en la capilla mayor, al lado del Evangelio. Cuenta la leyenda que una vez en Cuéllar fue llevada ante los duques de Alburquerque, quienes tras sortearla la depositaron en San Basilio.

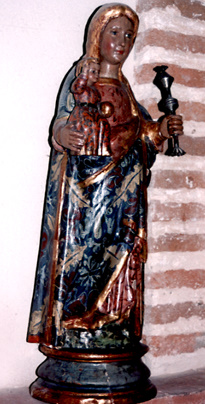
Virgen de la Rochela.

Allí permaneció en el trono de su rica capilla, llena de alhajas y ornamentos, hasta la extinción de dicho monasterio, trasladándola a la iglesia de San Miguel, donde se guardó hasta finales del año 1814, en que fue trasladada a la iglesia de San Andrés.
Poseía esta imagen una peana, quizá similar a la que poseía en plata la imagen de Nuestra Señora del Henar, que fue robada por los franceses. También portaba dos coronas de plata, una para el Niño y otra para la Virgen, a la que se vestía con un manto y portaba en su mano un cetro, tal y como nos recuerda el documento de traslado desde San Basilio a San Miguel:

...una efigie de nuestra Señora de la Rochela, con su corona de plata, Niño y su corona de lo mismo, con un cetro también de plata que nuestra Señora tiene en su mano... una peana dorada con un niño Jesús de nuestra Señora de la Rochela... Cuéllar, a 4 de diciembre de 1814.

Tanto las coronas, como la peana fueron robadas a finales del siglo XIX. Fue la Virgen de la Rochela una de las imágenes marianas más venerada de Cuéllar y su tierra, a la que se atribuyen innumerables milagros.

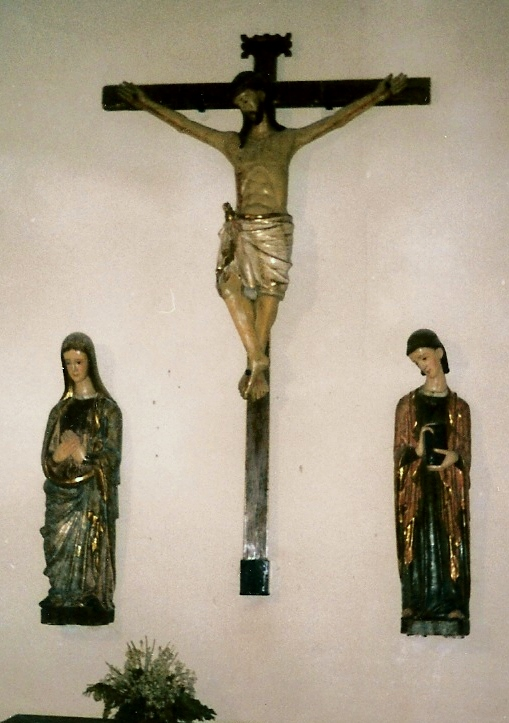
Calvario de estilo bizantino.

### Calvario del Cristo de la Encina
En el frontal de la nave norte se localiza quizá la pieza más importante que conserva la iglesia: un calvario de estilo bizantino fechado hacia 1300. Los rostros de la Virgen y San Juan, levemente inclinados, muestran una dulzura compasiva ante la imagen de Cristo Crucificado, llamado éste de la Encina, al que se profesa gran devoción.
Está realizado en madera policromada; la imagen de Cristo Crucificado mide casi dos metros, y las de la Virgen y San Juan alcanzan 1,60 m. Es una pieza artística de gran valor, considerada como una de las mejores piezas del patrimonio de la Iglesia en Castilla y León, y fue pieza principal de la exposición de Las Edades del Hombre titulada “El arte en la Iglesia de Castilla y León”, celebrada en Valladolid en 1988-1989. A causa de ello, fue restaurado en su totalidad.

## Celebraciones
Está abierta al culto como filial de la iglesia parroquial de San Miguel, y se celebra misa una vez por semana. Además, se celebran otras fechas:
- Fiesta de San Andrés, se celebra el 30 de noviembre, con una misa en su honor y algunas actividades promovidas por los vecinos del barrio que lleva su nombre, así como por los hosteleros, que celebran un concurso-degustación de tapas variadas, las «Tapas de San Andrés».[15]
- Fiesta de las Candelas: se celebra el 2 de febrero, y tras vestir a la Virgen los hermanos de la “Hermandad de Nuestra Señora de las Candelas” la procesionan por las calles del barrio al son de dulzaina y tamboril. Las mujeres portan velas, y la mayordoma debe portar una rizada y con un lazo rojo atado. La hermandad está compuesta por doce hermanos o varas, seis entrantes y seis salientes, con la obligación de ir cada uno de ellos acompañado de su cónyuge, hija o pariente. Una vez finalizada la procesión, los cofrades y cuantos asistentes lo deseen, celebran una merienda en casa del mayordomo.
- Semana Santa: el Miércoles Santo parte de esta iglesia el Viacrucis que llega hasta la iglesia de San Miguel; en él participan las ocho cofradías de la villa, portando sus estandartes. También se procesiona un Cristo crucificado procedente de la iglesia de Santa María de la Cuesta.

El día de Jueves Santo este templo tiene mayor interés, por guardar entre sus muros la pieza principal de la procesión: el Cristo de San Gil, que es llevado en andas. Le acompañan la Cruz Penitencial de la cofradía de Nuestro Padre Jesús de Nazareno y la Oración en el Huerto.